# Danny Mills
Danny Mills (Norwich, 18 mei 1977) is een Engels voormalig voetballer. Hij speelde meestal als rechtsback, maar kon ook als centrale verdediger uit de voeten.

## Clubs

### Norwich City
Mills werd als jongen opgenomen in de jeugdteams van de plaatselijk profclub, Norwich City. In het seizoen 1994/1995 maakte hij voor het eerst deel uit van het eerste team van de club. In totaal zou hij drie seizoenen voor de club spelen. Hij wist nooit een vaste waarde bij de club te worden en vertrok in het seizoen 1998/1999.

### Charlton Athletic
Nadat Mills Norwich City had verlaten, ging hij voetballen bij de Londense club Charlton Athletic. Hier speelde hij maar één seizoen, namelijk 1998/1999, maar dat bleek wel een succesvol seizoen te zijn. Hij speelde 45 wedstrijden en scoorde zijn eerste drie doelpunten op professioneel niveau. Het seizoen erop werd hij overgenomen door het, toen nog grote, Leeds United.

### Leeds United en Middlesbrough
Leeds betaalde 4.1 miljoen pond voor de rechtsback. Bij The Whites speelde hij in totaal 101 wedstrijden, waarin de kale verdediger drie keer scoorde. Met Leeds bereikte hij onder manager David O'Leary de halve finale van de UEFA Champions League 2000/01. Toen struikelden Leeds en Mills over het Spaanse Valencia. Zijn periode bij de club was van 1999 tot en met 2004, alhoewel hij het seizoen 2003/2004 op loonbasis bij Middlesbrough speelde. Met Boro haalde Mills de League Cupfinale, die de club won. Hiermee werkte hij mee aan het behalen van de eerste grote prijs ooit voor de club. Tijdens zijn periode bij periode bij Leeds en Middlesbrough speelde Mills zo goed dat hij zelfs het Engels Elftal haalde. Na het seizoen 2003/2004 vertrok Mills bij Leeds, omdat de club naar The Championship degradeerde en Mills niet een niveau lager wilde spelen.

### Manchester City
Mills werd transfervrij van Leeds door Manchester City overgenomen in het seizoen 2004/2005. Zijn debuut met de club maakte hij in het 1-1 gelijkspel tegen Fulham. In het begin van de periode dat hij bij "City" speelde, speelde hij vrijwel alle wedstrijden. Dit veranderde toen Kevin Keegan als coach bij de club vertrok en werd vervangen door Stuart Pearce. Mills beviel niet bij Pearce en toen hij geblesseerd raakte was hij zijn basisplaats helemaal kwijt aan Micah Richards. Daarom werd hij verhuurd aan Hull City, een club uit The Championship.
Vervolgens keerde hij terug bij Manchester City, dat hem wederom wilde uitlenen aan Hull. Uiteindelijk werd besloten hem toch te behouden en nadat Sven-Göran Eriksson trainer werd, werd Mills op de transferlijst geplaatst. Op huurbasis keerde hij terug bij Charlton en daarna werd hij nog uitgeleend aan Derby County. Hij raakte hier al snel geblesseerd en speelde slechts twee wedstrijden voor de club.
In augustus 2009 kreeg Mills te horen dat hij niet meer volledig zou herstellen van zijn blessure. Hij besloot daarop te stoppen met voetbal.

### Internationale carrière
Onder leiding van bondscoach Howard Wilkinson nam Mills in 2000 met Engeland U21 deel aan het Europees kampioenschap in Slowakije. Dankzij zijn prestaties bij Leeds mocht Mills zich voor het eerst bij het Engels elftal melden in 2001. Hij maakte zijn debuut voor zijn land datzelfde jaar, op 25 mei, tegen Mexico. Mills maakte ook deel uit van de selectie die afreisde naar het WK 2002 in Japan en Zuid-Korea. Hij speelde daar van alle vijf wedstrijden die zijn land speelde elke minuut. In 2004 was het de laatste keer dat Mills een interland speelde. Hij heeft een totaal van negentien interlands, waarin hij nooit scoorde.